# جغد بلوطی سریلانکایی
جغد بلوطی سریلانکایی (نام علمی: Phodilus assimilis) گونه‌ای از جغدهای بلوطی از خانواده جغدان انبار (Tytonidae) است. این گونه بومی جزیره سریلانکا و گات غربی در کرالا، جنوب غربی هند است. این یکی از زیرگونه‌های جغد بلوطی خاوری (Phodilus badius) در نظر گرفته می‌شد، اما اکنون به دلیل صدا، پروبال و پراکندگی متمایزش به عنوان یک گونه کامل در نظر گرفته می‌شود.
زیستگاه طبیعی آن جنگل‌های کوهستانی نمناک نیمه‌گرمسیری یا گرمسیری و مراتع مرتفع نیمه‌گرمسیری یا گرمسیری است. از دست دادن زیستگاه آن را تهدید می‌کند.

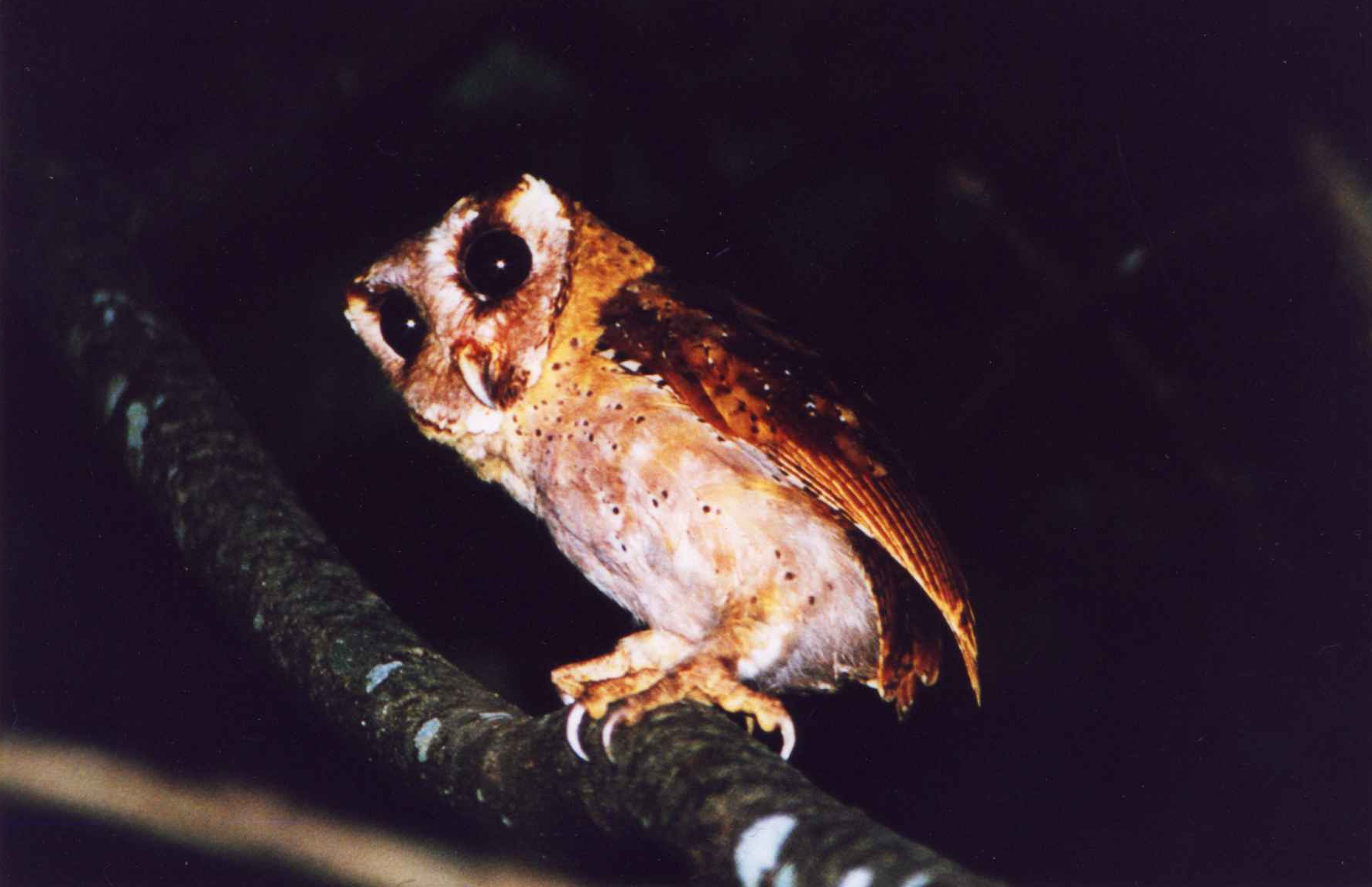
در ذخیره‌گاه ببر Kalakad Mundantthurai
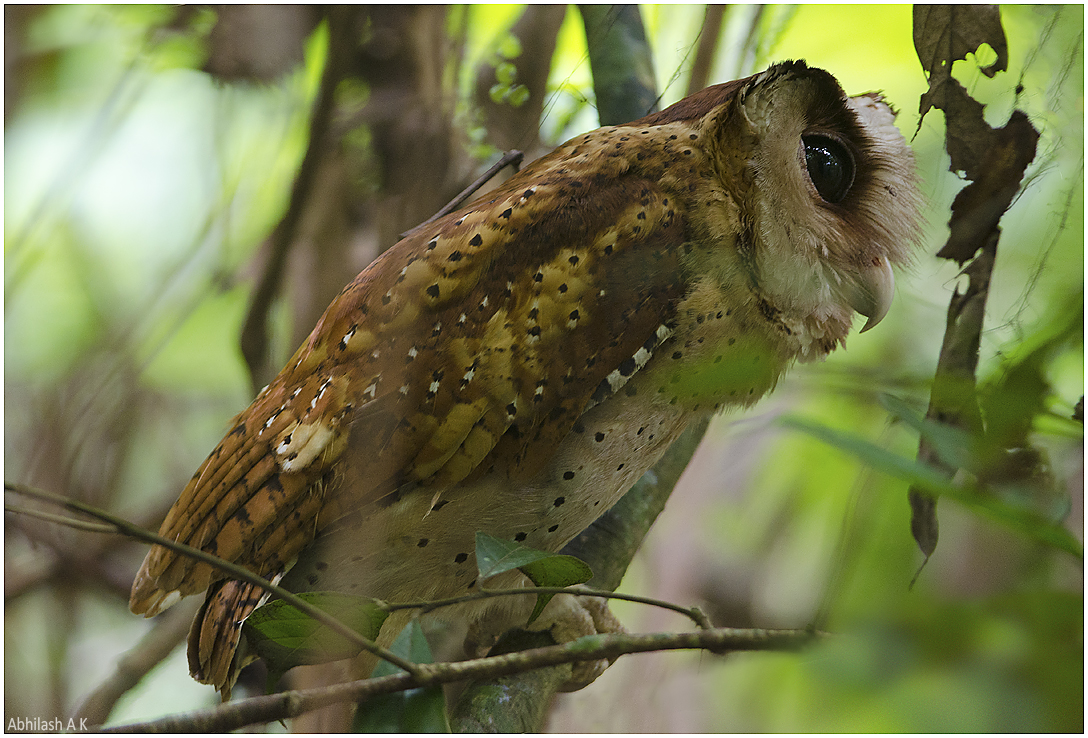
جغد بلوطی سریلانکایی در جنگل آریپا، تریواندروم، کرالا، هند
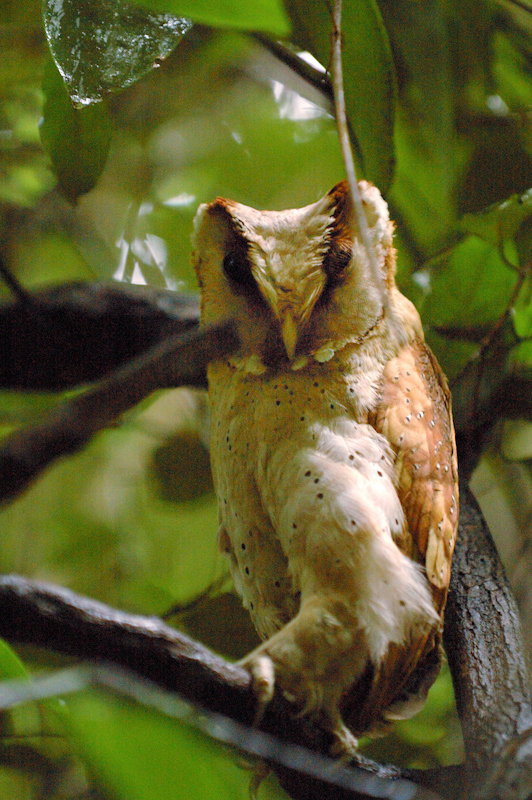
در تامیل نادو